# Roger Andermatt
Roger Andermatt (* 1969), auch bekannt als der «Todespfleger von Luzern», ist ein Schweizer Serienmörder. Mit 22 getöteten Menschen zwischen 1995 und 2001 ist er der Serienmörder mit den meisten Opfern in der schweizerischen Kriminalgeschichte.

## Leben
Andermatt arbeitete als Pfleger in verschiedenen Alters- und Pflegeheimen der Innerschweiz, darunter im Altersheim Eichhof in Luzern. Seine Opfer waren pflegebedürftige Personen. Aufgefallen sind die Morde durch eine Häufung von Todesfällen in bestimmten Heimen. Die fraglichen Tötungsopfer wurden 2001 exhumiert und obduziert. Lokal war Andermatt auch als Tanzlehrer und DJ «R.O-Gee» bekannt. Andermatt wurde am 28. Januar 2005 vom Luzerner Kriminalgericht wegen Mordes in 22 Fällen, vollendeten Mordversuchs in drei Fällen und unvollendeten Mordversuchs mit Rücktritt in zwei Fällen zu einer lebenslangen Freiheitsstrafe verurteilt. Damit lag das Gericht mit seinem Strafmass über dem Antrag der Staatsanwaltschaft und ist insbesondere der Linie der Verteidigung (Töten aus Mitleid) nicht gefolgt.
Am 15. Februar 2006 wurde das Urteil auch in zweiter Instanz bestätigt. Das Luzerner Obergericht verurteilte Andermatt jedoch nur noch in sieben Fällen wegen Mordes. Die restlichen 15 Fälle wurden als vorsätzliche Tötung eingestuft. Dazu kommen drei vollendete und zwei unvollendete Tötungsversuche. Aufgrund der grossen Anzahl von Opfern entschied sich das Gericht trotz der Straflinderung für das maximale Strafmass lebenslang.
Andermatt ist bezüglich der Tötungen geständig, gibt aber an, aus Mitleid gehandelt zu haben. Ebenfalls beklagte er sich, dass er und das Pflegeteam überfordert gewesen seien.

## Dokumentation
- Elvira Stadelmann: Der Todespfleger aus der Innerschweiz. SRF 1, 2009, 35 min. (Youtube)